# Valdaracete
Valdaracete – miejscowość w Hiszpanii we wspólnocie autonomicznej Madryt, 60 km na wschód od Madrytu. Liczy 692 mieszkańców. W Valdaracete znajduje się  żłobek i szkoła publiczna dla niemowląt i szkół podstawowych.